# Soliera
Soliera är en ort och kommun i provinsen Modena i regionen Emilia-Romagna i Italien. Kommunen hade 15 427 invånare (2018).